# Сомешвара I
Сомешвара I — індійський правитель з династії Західних Чалук'їв.

## Правління
У результаті кількох військових успіхів у Центральній Індії зробили його грізним правителем імперії. За часів його правління влада Чалук'їв поширилась на Гуджарат і Центральну Індію. На півдні васалами імперії стали Хойсали з Майсуру. Дочка або сестра Хойсали Вінаядітьї на ім'я Хойсала Деві була однією з дружин Сомешвари. На заході імператор зберіг контроль над Конканом. На сході ж він спромігся поширити свій вплив до Анантапура й Карнула.